# 콰줄루플라이쥐
콰줄루플라이쥐(학명: Otomys laminatus)는 설치류의 일종이다. 남아프리카 공화국에서만 발견된다. 자연 서식지는 아열대 또는 열대 기후 지역의 고지대 초원과 습지이다.